# 联合国安全理事会第1769号决议
联合国安理会1769号决议是联合国安全理事会于2007年7月31日在第5727次会议上通过的一项决议。该决议表示将在完全尊重苏丹共和国主权的情况下，与苏丹政府合作，协助处理达尔富尔的各种问题，并决定，为支持早日切实执行《达尔富尔和平协议》，设立初定为12个月任期的非盟/联合国达尔富尔混合行动，要求达尔富尔冲突各方立即停止一切敌对行动，并承诺实行持续、永久的停火。